# Суисайд
Суиса́йд (англ. Suicide, в переводе с англ. — «Суицид») — персонаж в рестлинге, исполняемый несколькими рестлерами в Impact Wrestling (ранее Total Nonstop Action Wrestling; TNA).

## История
Впервые Суисайд появился как вымышленный персонаж из видеоигры TNA Impact!. В декабре 2008 года персонаж Суисайд был представлен на телевидении как реально существующий рестлер. Первоначально его изображал Фрэнки Казариан, но в начале 2009 года эту роль на некоторое время взял на себя Кристофер Дэниелс и выиграл титул чемпиона икс-дивизиона TNA. В июне 2010 года Киёcи стал третьим человеком, использовавшим этот образ. В октябре 2010 года образ был снят с эфира, но в январе 2011 года он ненадолго вернулся, снова в исполнении Кристофера Дэниелса, а затем снова был снят с эфира в апреле 2011 года. Суисайд вернулся на телевидение в мае 2013 года в исполнении Ти Джея Перкинса. Остин Эйрис боролся в образе Суисайда в эпизоде Impact Wrestling, который вышел в эфир 27 июня 2013 года, и выиграл титул чемпиона икс-дивизиона TNA. Суисайд был «раскрыт» как Перкинс, который заявил, что Эйрис украл его костюм, в эпизоде Impact Wrestling 30 июня 2013 года. Его имя на ринге было изменено на Маник, он использовал немного изменённую версию костюма Суисайда и новую музыку. Перкинс остается единственным человеком, который выступал под именем Маника. Персонаж Суисайда вернулся в июле 2016 года на One Night Only X-Travaganza 2016 года, в исполнении Джонатана Грешема. В марте 2017 года человеком под маской стал Калеб Конли.